# Ostróda (Landgemeinde)
Die Gmina wiejska Ostróda [ɔˈstruda] ist eine Landgemeinde im Powiat Ostródzki in der Woiwodschaft Ermland-Masuren in Polen. Verwaltungssitz ist die Stadt Ostróda (deutsch Osterode in Ostpreußen), die als eigenständige Stadtgemeinde der Landgemeinde nicht angehört.

## Geographie
Die Gemeinde liegt im ehemaligen Ostpreußen am Ostrand der Eylauer Seenplatte (polnisch Pojezierze Iławskie), etwa 35 Kilometer westsüdwestlich von Olsztyn (Allenstein) und 60 Kilometer südsüdöstlich von Elbląg (Elbing).
Durch das Gemeindegebiet fließt die Drewenz (polnisch Drewęcka), die sich westlich der Stadt Ostróda zum Drewenzsee (Jezioro Drwęckie) ausweitet. Die Stadt Ostróda ist Ausgangspunkt für den Oberländischen Kanal (Kanał Elbląski), der die Stadt mit der Ostsee verbindet.

## Nachbargemeinden
Die Gmina Ostróda ist von neun Kommunen umgeben:
- Gmina Dąbrówno (Gilgenburg)
- Gmina Gietrzwałd (Dietrichswalde)
- Gmina Grunwald (Grünfelde), Sitz in Gierzwałd (Geierswalde)
- Gmina Iława (Deutsch Eylau)
- Gmina Lubawa (Löbau in Westpreußen)
- Gmina Łukta (Locken)
- Gmina Miłomłyn (Liebemühl)
- Gmina Olsztynek (Hohenstein i. Ostpr.)
- Stadt Ostróda.

|  |

## Gemeindegliederung
Die Landgemeinde umfasst 41 Schulzenämter, die sich auf 80 Ortschaften verteilen:
| Polnischer Name | Deutscher Name                                                          |  | Polnischer Name | Deutscher Name                            |
| --------------- | ----------------------------------------------------------------------- |  | --------------- | ----------------------------------------- |
| Bałcyny         | Balzen                                                                  |  | Ostrowin        | Osterwein                                 |
| Brzydowo        | Seubersdorf                                                             |  | Pietrzwałd      | Peterswalde                               |
| Durąg           | Döhringen                                                               |  | Reszki          | Röschken                                  |
| Gierłoż         | Preußisch Görlitz 1914–1945 Görlitz                                     |  | Rudno           | Rauden                                    |
| Giętlewo        | Güntlau                                                                 |  | Ryn             | Rhein                                     |
| Glaznoty        | Marienfelde                                                             |  | Ryńskie         | Rheinsgut                                 |
| Górka           | Bergheim                                                                |  | Samborowo       | Königlich Bergfriede 1928–1945 Bergfriede |
| Grabin          | Groß Gröben 1928–1945 Gröben                                            |  | Smykówko        | Klein Schmückwalde                        |
| Idzbark         | Hirschberg                                                              |  | Smykowo         | Groß Schmückwalde 1938–1945 Schmückwalde  |
| Kajkowo         | Buchwalde                                                               |  | Stare Jabłonki  | Alt Jablonken 1938–1945 Altfinken         |
| Kątno           | Tafelbude                                                               |  | Szyldak         | Schildeck                                 |
| Klonowo         | Klonau                                                                  |  | Turznica        | Theuernitz                                |
| Kraplewo        | Kraplau                                                                 |  | Tyrowo          | Thierau 1938–1945 Thyrau                  |
| Lichtajny       | Lichteinen nach 1908 Adlig Lichteinen 1928–1931 Lichteinen bei Osterode |  | Wałdowo         | Waldau                                    |
| Lipowo          | Leip                                                                    |  | Warlity Wielkie | Warglitten bei Osterode                   |
| Lubajny         | Lubainen                                                                |  | Wirwajdy        | Warweiden                                 |
| Międzylesie     | Thierberg, Abbau                                                        |  | Wygoda          | Ruhwalde                                  |
| Morliny         | Mörlen                                                                  |  | Wysoka Wieś     | Kernsdorf                                 |
| Naprom          | Groß Nappern                                                            |  | Zajączki        | Haasenberg                                |
| Nastajki        | Nasteiken                                                               |  | Zwierzewo       | Thierberg                                 |
| Ornowo          | Arnau                                                                   |  |                 |                                           |

## Gemeindefläche
Die Gmina Ostróda umfasst eine Fläche von 401,06 km², die zu 29 % von Wald und zu 54 % von landwirtschaftlicher Nutzfläche eingenommen wird. Die Fläche der Gemeinde macht 22,72 % der Gesamtfläche der Powiat Ostródzki (Kreis Osterode in Ostpreußen) aus.

## Einwohner
Im Gebiet der Landgemeinde Ostróda waren am 31. Dezember 2020 insgesamt 16.094 Einwohner registriert. Über ihre Altersstruktur gibt eine Übersicht aus dem Jahre 2014 Auskunft:

## Verkehr

### Straßen
Das Gemeindegebiet wird von zwei Schnellstraßen (polnisch Droga ekspresowa), zwei Landesstraßen (Droga krajowa), einer Woiwodschaftsstraße (Droga wojewódzka) und sechs Kreisstraßen (Droga powiatowa) durchzogen:
- Schnellstraße 7, zugleich Europastraße 77 von Danzig über Warschau und Krakau nach Rabka-Zdrój (Bad Rabka), und die noch sehr im Ausbau begriffene Schnellstraße 5 von Bolków (Bolkenhain) über Breslau und Posen nach Ostróda;
- Landesstraße 15 von Trzebnica (Trebnitz) nach Ostróda, und die Landesstraße 16 von Grudziądz (Graudenz) nach Ogrodniki an die polnisch-litauische Grenze;
- Woiwodschaftsstraße 530 von Dobre Miasto (Guttstadt) nach Ostróda;
- Kreisstraßen
  - 1232N Wirwajdy–Brzydowo–Kraplewo–Ostrowin–Wilkowo
  - 1233N Wirwajdy–Lipowo–Zajączki–Wygoda
  - 1235N (Droga krajowa 15–) Naprom–Pietrzwałd–Klonowo (–Droga wojewódzka 537)
  - 1237N (Droga krajowa 15–) Ornowo–Brzydowo
  - 1243N Ostróda–Durąg–Szczepankowo–Tułodziad
  - 1320N Ostróda–Lubajny–Stare Jabłonki.

### Schienen
Durch das Gemeindegebiet verläuft die Bahnstrecke Toruń–Tschernjachowsk, die in Posen ihren Anfang nimmt und nur noch unregelmäßig bis in die russische Oblast Kaliningrad (Königsberger Gebiet) befahren wird. In der Gmina Ostróda befinden sich drei Bahnstationen: Samborowo ((Königlich) Bergfriede), Lubajny (Lubainen) und Stare Jabłonki (Alt Jablonken, 1938 bis 1945 Altfinken).

### Luft
Der nächste internationale Airport ist der Flughafen Danzig.